# Автошкола Войск охраны пограничья
Автошкола Войск охраны пограничья (пол. Szkoła Samochodowa WOP, сокращённо SSam WOP) — образовательное учреждение в Польше, занимавшееся подготовкой водителей и автомехаников Войск охраны пограничья. Существовала в 1958—1968 годах.

## История
Образована в соответствии с распоряжением командования Внутренних войск № 013/WW от 16 июня 1956 года. Штаб располагался в Белостоке, в доме 100 по улице Бема. В школе велась подготовка водителей автомобилей и автомехаников для нужд подразделений Войск охраны пограничья. В 1961 году школе присвоен позывной «Лава» (пол. Lawa).
Школа была расформирована в соответствии с приказом начальника Генерального штаба Войска польского № 03/Org. от 2 января 1968 года. Она существовала по штату 348/35 до 15 апреля 1968 года. Нехватку кадров в рядах ВОП обязалось пополнить Министерство национальной обороны. В соответствии с распоряжением командующего Войсками охраны пограничья № 010/WOP от 29 февраля 1968 года казарменные помещения были переданы 74-му батальону радиорелейной и кабельной связи Войск внутренней обороны.

## Знамя
В 1963 году общественность Белостокской земли собрала средства на знамя для школы. Торжественная церемония вручения знамени состоялась 16 июня 1963 года в Белостоке на Площади Косцюшко в присутствии главы воеводства Юлиана Городецкого, представителей общественности и городских властей. Знамя школе вручил командующий Войсками охраны пограничья генерал бригады Эугениуш Достоевский, знамя принял начальник школы подполковник Виктор Дойлидо. В 1968 году знамя было передано в варшавский Музей Войска польского.
На левой стороне знамени в левом верхнем углу изображён герб Белостока, в правом верхнем углу на гербовом щите, идентичном гербу города, изображена надпись «Общественность Белостокского воеводства 10.06.1963» (пол. Społeczeństwo województwa Białostockiego 10.06.1963).